# Paul Hakenholz
Paul Hakenholz (* 24. Februar 1872 in Staßfurt; † 4. August 1950 in Marktheidenfeld) war ein deutscher Architekt.

## Leben und Werk
Schon früh tat sich Paul Hakenholz mit dem Architekten Paul Brandes zusammen. Im Jahr 1901 reichten sie einen gemeinsamen Wettbewerbsentwurf für eine Neckarbrücke in Mannheim ein, der in Zusammenarbeit mit der Bauunternehmung Bernhard Liebold & Co. AG in Holzminden entstand.
Ab 1903 wurde die Arbeiterkolonie Siebethsburg in Wilhelmshaven nach Plänen von Hakenholz und Brandes gebaut. Die Architekten hatten für diese Siedlung zwischen der Störtebekerstraße und der Papingastraße eine Bebauung im Landhausstil entworfen. Der Autor Ingo Sommer sieht hierin bereits die Hinwendung zur „deutschen Variante der Gartenstadt. In Siebethsburg führten“, so Sommer, „die fröhliche Naturverbundenheit und der unverbrauchte Idealismus des 1903 gegründeten Bauvereins Rüstringen zu einer starken Annäherung an das Gartenstadtideal von Hellerau“, auch wenn Brandes und Hakenholz, die ihr Architektenbüro in Hannover etabliert hatten, sich zu dieser Zeit noch an der englischen Landhausarchitektur und deren Berliner Adaptionen orientiert hätten. Der Bauverein Rüstringen arbeitete jahrzehntelang mit dem Architektenduo aus Hannover zusammen, ehe er nach der Gleichschaltung 1933 die Weiterarbeit an Siebethsburg dem bekannten Hamburger Architekten Fritz Höger übertrug.

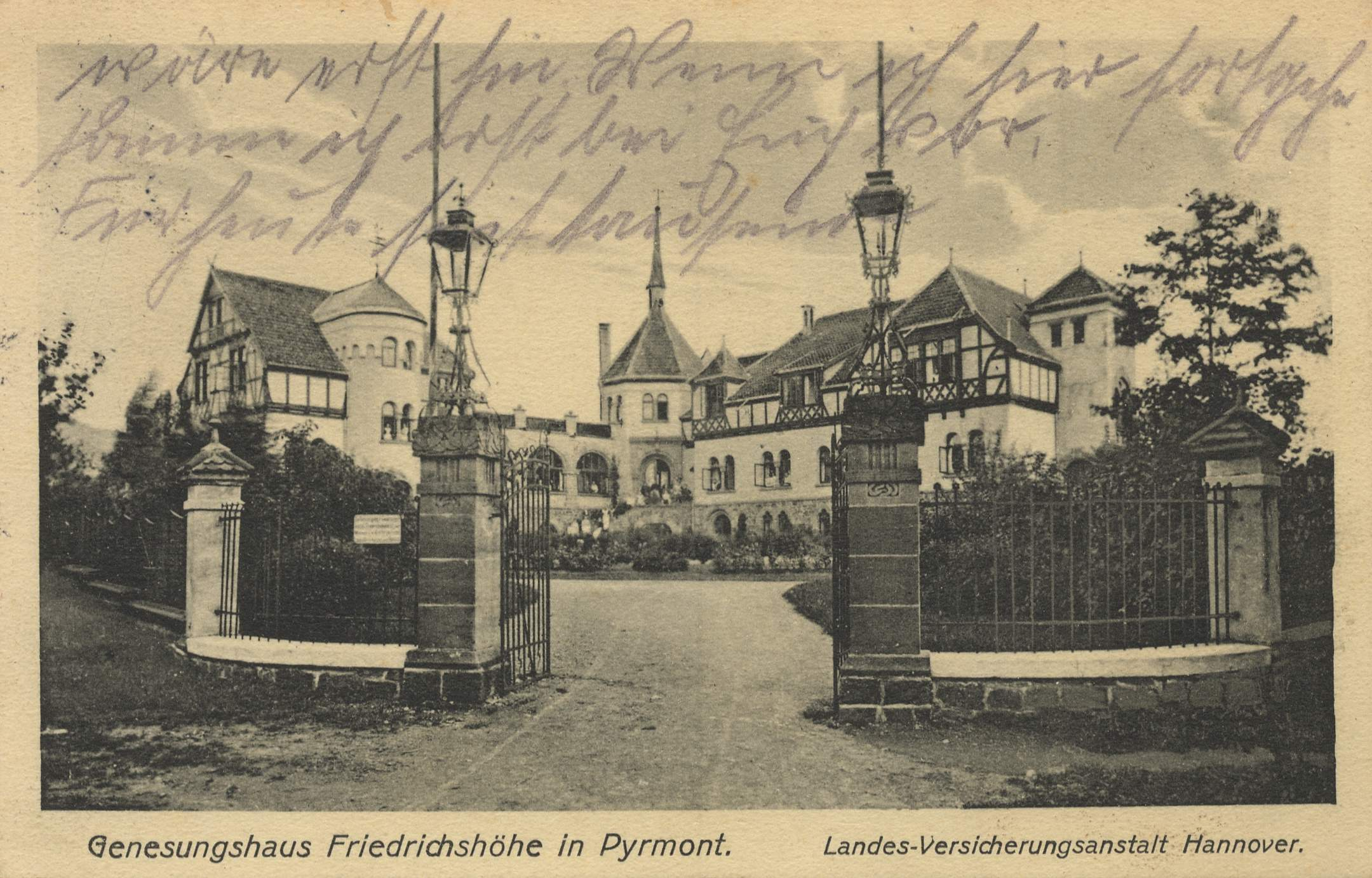
Genesungsheim Friedrichshöhe in Bad Pyrmont

Zusammen mit Brandes entwarf Hakenholz zu Beginn des 20. Jahrhunderts auch die Heilanstalten Hohenlychen samt der 1904 eingeweihten Helenenkapelle und Müllrose sowie das Genesungsheim Friedrichshöhe in Bad Pyrmont. 1910 wurde ein Kindererholungsheim (Auguste-Victoria-Heim) des Vaterländischen Frauenvereins nach Plänen von Hakenholz und Brandes in Bevensen, Ebstorfer Straße 50, errichtet. Zur Straße hin hatte diese Anlage einen in Fachwerkbauweise errichteten Speisesaal mit einem ornamentierten Ziergiebel, die Schlafräume befanden sich in einem Nebengebäude. Das einstige Kindererholungsheim steht heute unter Denkmalschutz.
Um 1905 wurde ein Beamtenhaus in Fähr-Lobbendorf nach Plänen des Architektenduos errichtet. In einer Verkaufsanzeige zu diesem Gebäude ist zu lesen: „Dieses Stadthaus mit Anklängen des Jugendstils wurde ca. im Jahr 1905 in massiver Form als Beamtenhaus durch den Spar- und Bauverein Blumenthal nach Entwürfen der Architekten Hakenholz und Brand aus Hannover errichtet. Durch den Wechsel von Ziegel- und Putzflächen wird die Fassade reizvoll strukturiert. Den Dachüberstand und den angedeuteten Erker zieren gekreuzte Pferdeköpfe.“
Noch in fortgeschrittenen Jahren war Hakenholz als Architekt tätig, offenbar aber schließlich nicht mehr in Bürogemeinschaft mit Brandes. Die Deutsche Bauzeitung berichtete 1935 von einer Baugenehmigung für den Bauherrn K. Ehrhardt in der Langemarckstraße 9 und nannte als Architekten „P. Hakenholz, Alleestraße 5“, offenbar in Hannover, während Hakenholz’ Adresse im Jahr 1907 noch Maschstraße 5 gelautet hatte.
Hakenholz war Mitglied des Deutschen Alpenvereins und gehörte dem Vorstand des Zweigvereins Hannover an. Er schrieb und überarbeitete Touristenführer u. ä., zum Beispiel erschien 1933 in Leipzig der Band Der Turist am Gardasee von Ewald Haufe in einer Bearbeitung von Paul Hakenholz, und schon 1907 hatte er im Band 18 des Vereinsorgans Mitteilungen des Deutschen und Österreichischen Alpenvereins über Bergfahrten auf Teneriffa berichtet, 1911 in der Deutschen Alpenzeitung über Bergwanderungen am Gardasee, 1927 schrieb er über Bergturen auf Madeira. Mitunter verband er auch seine architektonischen Interessen mit seinem Bergsteigertum und verfasste Schriften wie Malerische Bauten am Gardasee.
Hakenholz heiratete am 19. April 1909 in Hannover die aus der Stadt stammende Cläre Zacharias. Dort wurden ihre beiden Kinder Margarete und Hans-Joachim geboren. Die Luftangriffe auf die Stadt ab 1940 veranlassten Hakenholz mit seiner Frau am 16. Oktober 1943 zur Übersiedlung nach Marktheidenfeld, wo sein Schwiegersohn Dr. Walther Baier (1903–2003) als Tierarzt tätig war. Als Architekt trat er dort noch für ein städtisches Wohnhaus 1948/49 in Erscheinung. Im Marktheidenfelder Krankenhaus verstarb er am 4. August 1950. Sein Schwiegersohn wurde 1948 an die tierärztliche Fakultät der Ludwig-Maximilians-Universität München berufen.